# Léa Wolman
Pour les articles homonymes, voir Wolman.
La princesse Léa de Belgique, née Léa Inge Dora Wolman à Etterbeek (Belgique) le 2 décembre 1951, est un membre de la famille royale belge, veuve du prince Alexandre de Belgique.

## Biographie

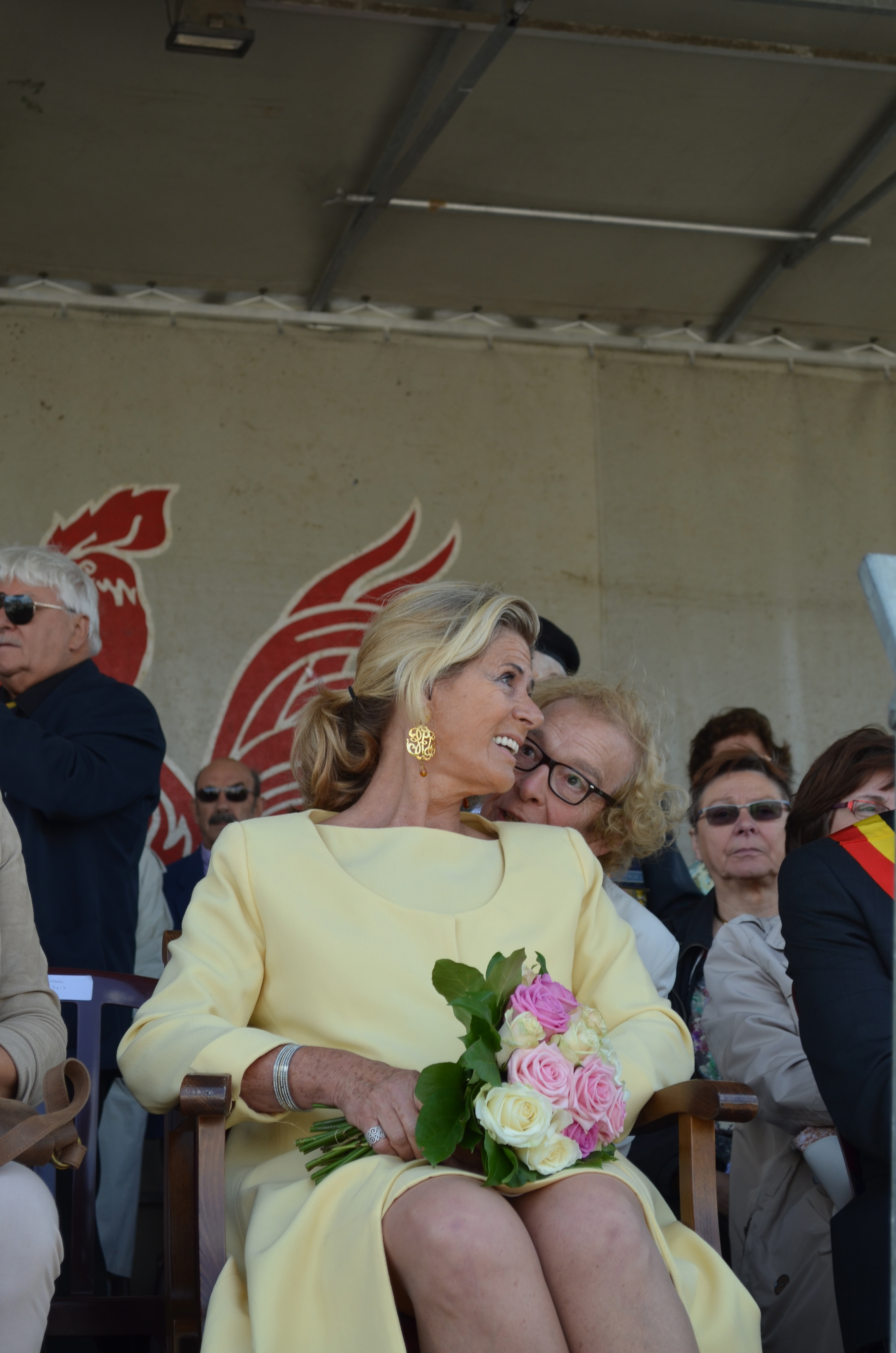
Léa Wolman à Charleroi le 13 juin 2015.

La princesse Léa est fille de Sigismund Wolman (né en 1906 à Varsovie), commerçant à Bruxelles, et de Lisa Bornstein (née en Allemagne). En 1975, elle épouse Serge Victorovich Spetschinsky avec qui elle aura une fille, Laëtitia, et en 1983 avec Paul Robert Bichara, avec qui elle aura un fils, Renaud. Après son deuxième divorce, elle épouse le prince Alexandre le 14 mars 1991. Cependant, le couple a gardé le mariage secret jusqu'en 1998, car la princesse Lilian, la mère d'Alexandre, était alors opposée à leur relation.
En 2009, le prince Alexandre décède dans leur maison de Rhode-Saint-Genèse, puis est inhumé dans la crypte de la famille royale à Laeken.

### Kazakhgate
Début novembre 2016, en rapport avec le Kazakhgate, le quotidien Le Soir évoque une transaction de 25 000 euros entre l'avocate de Patokh Chodiev, Catherine Degoul, vers le Fonds d'entraide prince et princesse Alexandre de Belgique que gère la princesse Léa qui sera entendue par la justice belge en 2017. Elle confirme le versement de janvier 2012 sur conseil d'Armand De Decker, mais dit n'avoir jamais entendu parler de Catherine Degoul. Les 25 000 euros ont ensuite été versés par le Fonds d'Entraide Prince et Princesse Alexandre à une association scoute.
En 2020, la princesse Léa bénéficie d'un non-lieu dans l'affaire du Kazakhgate.

### Vie privée
Elle a habité une villa à Rhode-Saint-Genèse avec son époux le prince Alexandre, puis s'est installée au château de Humain en province du Luxembourg belge. Depuis 2020, elle habite le château de Harsin (commune de Nassogne).

### Activités
Très investie dans le domaine social, la princesse Léa est membre du comité de patronage de la soirée annuelle de bienfaisance La Nuit des Neiges à Crans-Montana en Suisse et accorde son Haut Patronage à de nombreuses œuvres caritatives. Elle est également membre de l'assemblée générale du Fonds Yvonne Boël (lutte contre le cancer).

### Princesse de Belgique
La princesse Léa est la dernière à être devenue princesse de Belgique par mariage, une loi ayant aboli cet usage huit mois plus tard ; les princesses Mathilde et Claire ont été nommées princesses de Belgique par arrêté royal le jour de leur mariage, l'octroi de ce titre n'étant de surcroît plus automatique.